# Шмарєта-при-Целю
Шмарєта-при-Целю (словен. Šmarjeta pri Celju) — поселення в общині Целє, Савинський регіон, Словенія. 
Висота над рівнем моря: 245,6 м.